# Podgórze (gromada w powiecie płockim)
Podgórze (do 31 XII 1958 Starzyno) – dawna gromada, czyli najmniejsza jednostka podziału terytorialnego Polskiej Rzeczypospolitej Ludowej w latach 1954–1972.
Gromady, z gromadzkimi radami narodowymi (GRN) jako organami władzy najniższego stopnia na wsi, funkcjonowały od reformy reorganizującej administrację wiejską przeprowadzonej jesienią 1954 do momentu ich zniesienia z dniem 1 stycznia 1973, tym samym wypierając organizację gminną w latach 1954–1972.
Gromadę Podgórze siedzibą GRN w Podgórzu utworzono 1 stycznia 1959 w powiecie płockim w woj. warszawskim w związku z przeniesieniem siedziby GRN gromady Starzyno (okrojonej równocześnie o wieś Drwały) ze Starzyna do Podgórza i zmianą nazwy jednostki na gromada Podgórze.
31 grudnia 1961 do gromady Podgórze włączono wsie Chylin, Nowy Chylin, Zakrzewo-Kolonia i Zakrzewo Kościelne ze zniesionej gromady Cieśle w tymże powiecie.
Gromadę zniesiono 1 stycznia 1969 a jej obszar wszedł w skład nowo utworzonej gromady Wyszogród w tymże powiecie.